# Ovčare
Ovčare is een plaats in de gemeente Kutjevo in de Kroatische provincie Požega-Slavonië. De plaats telt 143 inwoners (2001).